# Gestió de dades digitals
La gestió de dades digitals consisteix en la gestió i la preservació a llarg termini tant d'objectes i dades digitalitzades com nascudes digitals per a la seva futura utilització. En anglès el terme que es fa servir és "digital curation". La gestió de dades digitals permet reduir el risc de l'obsolescència digital.

## Introducció
Actualment hi ha un interès en la conservació de dades generades durant els processos de cerca i investigació. Abans no es tenia accés a aquestes dades, ja que eren dades que no es publicaven conjuntament amb les publicacions i estudis. Garantir l'accés a aquestes dades, tant en brut com elaborades, fa possible la compartició i que altres investigadors les puguin reutilitzar. Disposar i reutilizar les dades permet l'avenç de la ciència, la innovació, la tecnologia, l'economia i la societat.
L'objectiu principal de la gestió de dades científiques digitals és la preservació a llarg termini de les dades per a garantir-ne la seva accessibilitat i la seva usabilitat. Aquesta tasca, normalment, la realitzen arxivers, bibliotecaris, científics i investigadors, però en l'actualitat les editorials, les organitzacions professionals, les institucions de recerca i les organitzacions que subvencionen o financen les investigacions també comencen a dur a terme la gestió de dades científiques digitals.
La gestió de dades digitals s'està convertint en un concepte en el qual s'inclou la preservació digital, la gestió de dades i la gestió de documents electrònics.

## Definició
La gestió de dades digitals és el procés de seleccionar, recopilar, preservar, mantenir i integrar les dades recollides per diferents fonts amb la finalitat d'incorporar-les a una base de dades especialitzada. Aquesta definició inclou totes les activitats en la gestió de dades des de la seva creació, millors pràctiques en digitalització i documentació i assegurar la seva accessibilitat per la reutilització de futures investigacions o per la seva utilització en el dia a dia.

## Cicle de vida
El contingut digital, des de la seva creació, és vulnerable als canvis tecnològics. El cicle de vida garanteix, a partir d'un seguit d'accions i activitats, el manteniment de l'autenticitat, la fiabilitat, integritat i utilització del contingut digital.
Aquest cicle permet als responsables de la gestió de dades científiques digitals entendre els processos i desenvolupar metodologies i plans de gestió en organitzacions.
El cicle de vida de la gestió de dades està compost per un seguit d'activitats i accions, entre les quals les més importants són la preservació i interoperabilitat des del principi del cicle de vida de la informació.
Les accions es descriuen a continuació:
- Conceptualització: concebre i planificar la creació d'objectes digitals, on s'inclou mètodes de captura de dades i opcions d'emmagatzematge
- Creació: crear objectes digitals i crear metadades per la descripció, administració i estructuració
- Accessibilitat i ús: garantir que els usuaris tinguin accés als objectes digitals, en alguns casos aquests objectes seran d'accés obert però en d'altres serà necessari la restricció del seu accés a partir de passwords
- Avaluació i selecció: avaluar i seleccionar els objectes digitals i creació de polítiques per la seva eliminació
- Eliminació: eliminar o desfer-se de totes les dades que no han estat seleccionades per la seva gestió i preservació a llarg termini seguint unes polítiques i normatives
- Ingesta: transferir els objectes digitals a bases de dades, centres o arxiu i afegir documentació sobre polítiques i requeriments legals
- Accions de preservació: dur a terme diferents accions per a garantir la preservació a llarg termini dels objectes digitals
- Re-avaluació: tornar a avaluar i seleccionar objectes digitals que han fallat en el procés de valoració
- Emmagatzemament: mantenir les dades segures segons els estàndards
- Accessibilitat i reutilització: garantir que les dades són accessibles als usuaris autoritzats
- Transformació: crear nous objectes digitals a partir del seu original (migració, etc)

## Avantatges

### Beneficis a curt termini
- Accés permanent a dades fiables
- Accés a dades per part d'investigadors i estudiants
- Millora de les dades i del context d'investigació des del qual s'han produït
- Utilització d'estàndards cosa que afavoreix la col·laboració
- Comprovació de l'autenticitat de les dades millorant la seva integritat

### Beneficis a llarg termini
- Preservació de dades evitant la seva pèrdua i l'obsolescència
- Accés continu a les dades independentment de les institucions o subvencions
- Encoratjar a altres investigadors a reutilitzar dades
- Augment de les investigacions
- Donar informació del context de les dades
- Utilització d'eines per la migració de dades a nous formats al llarg del temps
- Permet la col·laboració entre investigadors

## Inconvenients
- Gran inversió de temps i cost.
- És un procés continu, no és una acció concreta sinó que és un seguit d'activitats a llarg termini.
- Evolució continuada d'estàndards, normatives i millors pràctiques cosa que fa que els responsables estiguin en continua formació i coneguin les tecnologies i els estàndards que van apareixent.
- En el cicle de vida hi ha diferents persones i institucions involucrades i en algun moment pot haver-hi confusions en conèixer els rols i les responsabilitats de cadascú.
- Gestionar els drets d'autor i usabilitat és complex i requereix un esforç de temps i econòmic, ja que tant els autors dels recursos com de les bases de dades o les metadades tenen drets sobre els materials.

## Exemples i projectes
- El Institute of Museum and Library Services (IMLS) dels Estats Units, a partir del 2006, va realitzar inversions per incloure la gestió de dades digitals als programes educatius de les Facultats de Biblioteconomia i Ciències de la Informació.
- Digital Curation Exchange Arxivat 2015-04-12 a Wayback Machine. és un espai per a l'intercanvi d'informació, opinions i recursos de la gestió de dades científiques digitals per part d'investigadors, estudiants, educadors o professionals.
- El Digital Curation Centre és una institució del Regne Unit que lidera les experiències relacionades amb el tractament i la preservació digital de la informació.